# Soldiers of Love
«Soldiers of Love» (укр. Солдати кохання) — пісня данського гурту Lighthouse X, з якою він представляв Данію на   Євробаченні 2016 в Стокгольмі, Швеція.

## Євробачення 2016
У лютому 2016 року Lighthouse X брали участь у данському конкурсі «Dansk Melodi Grand Prix 2016», який водночас був національним відбором країни на Пісенний конкурс Євробачення 2016. Під час фіналу відбору, який відбувся 14 лютого, гурт перемагає із піснею «Soldiers of Love» з результатом в 42% голосів, що надало йому право представляти Данію на Євробаченні 2016 в Стокгольмі. 

## Чарти
| Чарт (2016)         | Найвища позиція position |
| ------------------- | ------------------------ |
| Данія (Tracklisten) | 12                       |